# Jaroslawa Schwedowa
Jaroslawa Wjatscheslawowna Schwedowa (russisch Ярослава Вячеславовна Шведова, englische Transkription Yaroslava Shvedova; * 12. September 1987 in Moskau, UdSSR) ist eine ehemalige Tennisspielerin, die zunächst für Russland spielte und ab 2008 für Kasachstan antrat.

## Leben und Karriere
Schwedowa begann im Alter von sechs Jahren mit dem Tennisspielen, das ihr der Vater (noch immer ihr Trainer und Coach) beibrachte. Ihre Mutter Nursija Bagmanowa war in den 1990er Jahren als Ultramarathonläuferin erfolgreich.

### 2007
Im Februar 2007 erreichte Schwedowa mit einem Sieg über die als Nummer zwei gesetzte Lokalmatadorin Sania Mirza mit 6:72, 6:4, 6:4 unerwartet das Finale der Bangalore Open, in dem sie die topgesetzte Titelverteidigerin Mara Santangelo mit 6:4, 6:4 besiegte. Es war ihr erster Titel auf der WTA Tour, nach welchem sie auf Platz 78 und damit erstmals in den Top 100 geführt wurde.
Beim Miami Masters kam sie über die Qualifikation ins Hauptfeld und konnte dort in der zweiten Runde mit Ana Ivanović zum ersten Mal eine Top-20-Spielerin schlagen (7:5, 6:4). In Runde drei unterlag sie Tathiana Garbin mit 6:4, 3:6, 2:6.

### 2008–2009
Im August 2008 gewann sie das ITF-Turnier von Monterrey mit einem Finalsieg über Magdaléna Rybáriková mit 6:4, 6:1.
Nach überstandener Qualifikation verlor sie bei den US Open ihr Erstrundenmatch gegen Agnieszka Radwańska mit 4:6 und 2:6.
Über die Qualifikation schaffte sie es 2009 mit Siegen über Shenay Perry (6:4, 6:4), Angela Haynes (6:1, 6:2) und Elena Baltacha (6:2, 6:2) auch ins Hauptfeld der French Open. Dort besiegte sie Kaia Kanepi und in der zweiten Runde die Qualifikantin Arantxa Rus. Anschließend unterlag sie Maria Scharapowa mit 6:1, 3:6 und 4:6.
In Wimbledon fertigte sie Monica Niculescu in Runde eins mit 6:1 und 6:0 ab, ehe sie Melanie Oudin mit 6:3, 2:6 und 4:6 unterlag.
Im Februar 2009 bestritt sie ihre erste Partie für die kasachische Fed-Cup-Mannschaft, für die sie bei 18 Niederlagen 24 Siege beisteuerte.

### 2010–2011
Bei den French Open erreichte sie 2010 mit dem Österreicher Julian Knowle das Endspiel im Mixed-Wettbewerb, das mit 6:4, 6:75, [9:11] knapp verloren ging. In Wimbledon konnte sie in der Doppelkonkurrenz mit dem Titelgewinn an der Seite von Vania King ihren bis dahin größten Erfolg feiern. Mit King gewann sie im selben Jahr auch noch den Titel bei den US Open.
Nach ihrem Halbfinalvorstoß in Paris erreichte Schwedowa 2011 mit Rang 4 ihre höchste Position in der Doppel-Weltrangliste. Ende Juli sicherte sie sich an der Seite von Sania Mirza beim erstmals in den Tourkalender aufgenommenen Turnier im US-amerikanischen College Park ihren vierten Doppeltitel. Die beiden besiegten Wolha Hawarzowa und Alla Kudrjawzewa in zwei Sätzen. Bis Ende Oktober folgten zwei weitere Doppelerfolge für Schwedowa/King, ihre Titel Nummer drei und vier.

### 2012–2013
Bei den Australian Open scheiterte sie 2012 bereits in der Qualifikation. Dagegen kam sie im Doppel mit Vania King erstmals ins Viertelfinale, in dem sie Lucie Hradecká und Andrea Hlaváčková in zwei Sätzen unterlagen. Bei den French Open überraschte Schwedowa im Einzel, als sie mit Siegen über Carla Suárez Navarro und Titelverteidigerin Li Na das Viertelfinale erreichte; dort wurde sie von Petra Kvitová gestoppt (6:3, 2:6, 4:6).
In Wimbledon schaffte sie dann bei ihrem Drittrundenmatch gegen Sara Errani (6:0, 6:4) das Kunststück, einen Golden Set zu spielen, d. h. den Satz mit 24 Punkten in Folge zu gewinnen. Am 29. Oktober erzielte sie mit Platz 25 ein neues bestes Einzel-Ranking.
In der Saison 2013 war Schwedowa vor allem im Doppel erfolgreich. Ihr gelangen Turniersiege in Florianópolis, Taschkent und Taipeh. 2014 kamen in den ersten vier Monaten an der Seite von Anabel Medina Garrigues zwei weitere hinzu.

### Seit 2014
Im Februar 2016 erreichte sie mit Platz 3 der Doppelweltrangliste ihre persönliche Bestmarke. Sie verletzte sich bei den French Open 2017 und machte danach eine Mutterschaftspause, ihr Comeback gab sie im Februar 2020 in Doha mit einer Erstrundenniederlage, unmittelbar bevor die WTA Tour wegen der COVID-19-Pandemie unterbrochen wurde.
Am 1. Oktober 2021 gab Schwedowa ihr Karriereende bekannt.

## Turniersiege

### Einzel
| Nr. | Datum             | Turnier   | Kategorie        | Belag        | Finalgegnerin        | Ergebnis       |
| --- | ----------------- | --------- | ---------------- | ------------ | -------------------- | -------------- |
| 1.  | 1. Juni 2003      | Warschau  | ITF $10.000      | Sand         | Dominika Nociarová   | 6:2, 7:66      |
| 2.  | 26. März 2006     | Amiens    | ITF $10.000      | Sand (Halle) | Julie Coin           | 2:6, 7:5, 6:4  |
| 3.  | 18. Februar 2007  | Bangalore | WTA Tier III     | Hartplatz    | Mara Santangelo      | 6:4, 6:4       |
| 4.  | 10. August 2008   | Monterrey | ITF $100.000+H   | Hartplatz    | Magdaléna Rybáriková | 6:4, 6:1       |
| 5.  | 18. März 2012     | Poza Rica | ITF $25.000      | Hartplatz    | Mónica Puig          | 6:1, 6:2       |
| 6.  | 15. November 2015 | Hua Hin   | WTA Challenger 1 | Hartplatz    | Naomi Ōsaka          | 6:4, 6:78, 6:4 |

### Doppel
| Nr. | Datum              | Turnier          | Kategorie             | Belag             | Partnerin               | Finalgegnerinnen                          | Ergebnis          |
| --- | ------------------ | ---------------- | --------------------- | ----------------- | ----------------------- | ----------------------------------------- | ----------------- |
| 1.  | 25. März 2006      | Amiens           | ITF $10.000           | Sand (Halle)      | Olga Panowa             | Julie Coin Karla Mraz                     | 6:4, 6:1          |
| 2.  | 15. April 2006     | Biarritz         | ITF $25.000           | Sand              | Nina Brattschikowa      | Klaudia Jans Alicja Rosolska              | 6:3, 6:2          |
| 3.  | 18. Oktober 2008   | St. Ulrich       | ITF $100.000+H        | Teppich (Halle)   | Marija Korytzewa        | Maret Ani Galina Woskobojewa              | 6:2, 6:1          |
| 4.  | 15. Februar 2009   | Pattaya          | WTA International     | Hartplatz         | Tamarine Tanasugarn     | Julija Bejhelsymer Witalija Djatschenko   | 6:3, 6:2          |
| 5.  | 4. Juli 2010       | Wimbledon        | Grand Slam            | Rasen             | Vania King              | Jelena Wesnina Wera Swonarjowa            | 7:66, 6:2         |
| 6.  | 13. September 2010 | US Open          | Grand Slam            | Hartplatz         | Vania King              | Nadja Petrowa Liezel Huber                | 6:2, 4:6, 7:64    |
| 7.  | 31. Juli 2011      | College Park     | WTA International     | Hartplatz         | Sania Mirza             | Wolha Hawarzowa Alla Kudrjawzewa          | 6:3, 6:3          |
| 8.  | 21. August 2011    | Cincinnati       | WTA Premier 5         | Hartplatz         | Vania King              | Natalie Grandin Vladimíra Uhlířová        | 6:4, 3:6, [11:9]  |
| 9.  | 23. Oktober 2011   | Moskau           | WTA Premier           | Hartplatz (Halle) | Vania King              | Anastasia Rodionova Galina Woskobojewa    | 7:63, 6:3         |
| 10. | 2. März 2013       | Florianópolis    | WTA International     | Hartplatz         | Anabel Medina Garrigues | Anne Keothavong Walerija Sawinych         | 6:0, 6:4          |
| 11. | 14. September 2013 | Taschkent        | WTA International     | Hartplatz         | Tímea Babos             | Wolha Hawarzowa Mandy Minella             | 6:3, 6:3          |
| 12. | 10. November 2013  | Taipeh           | WTA Challenger        | Hartplatz (Halle) | Caroline Garcia         | Anna-Lena Friedsam Alison Van Uytvanck    | 6:3, 6:3          |
| 13. | 24. Februar 2014   | Florianópolis    | WTA International     | Hartplatz         | Anabel Medina Garrigues | Francesca Schiavone Silvia Soler Espinosa | 7:61, 2:6, [10:3] |
| 14. | 6. April 2014      | Charleston       | WTA Premier           | Sand              | Anabel Medina Garrigues | Chan Hao-ching Chan Yung-jan              | 7:64, 6:2         |
| 15. | 9. Mai 2015        | Madrid           | WTA Premier Mandatory | Sand              | Casey Dellacqua         | Garbiñe Muguruza Carla Suárez Navarro     | 6:3, 6:74, [10:5] |
| 16. | 18. Oktober 2015   | Hongkong         | WTA International     | Hartplatz         | Alizé Cornet            | Lara Arruabarrena Vecino Andreja Klepač   | 7:5, 6:4          |
| 17. | 11. Juni 2016      | ’s-Hertogenbosch | WTA International     | Rasen             | Oksana Kalaschnikowa    | Xenia Knoll Aleksandra Krunić             | 6:1, 6:1          |

## Karrierestatistik und Turnierbilanz

### Einzel
| Turnier         | 2006 | 2007 | 2008 | 2009 | 2010 | 2011 | 2012 | 2013 | 2014 | 2015 | 2016 | 2017 | 2021 | Bilanz | Karriere |
| --------------- | ---- | ---- | ---- | ---- | ---- | ---- | ---- | ---- | ---- | ---- | ---- | ---- | ---- | ------ | -------- |
| Australian Open | –    | –    | 2    | 1    | 2    | –    | –    | 1    | 1    | 3    | 2    | 1    | 1    | 5:9    | 3        |
| French Open     | –    | 1    | –    | 3    | VF   | 1    | VF   | 2    | 2    | 1    | 1    | 1    | –    | 12:10  | VF       |
| Wimbledon       | 1    | 1    | –    | 2    | 2    | 1    | AF   | 2    | AF   | 1    | VF   | –    | –    | 13:10  | VF       |
| US Open         | –    | 1    | 1    | 3    | 1    | –    | 2    | 3    | 1    | –    | AF   | –    | 1    | 8:9    | AF       |

### Doppel
| Turnier                   | 2007              | 2008              | 2009              | 2010              | 2011              | 2012              | 2013              | 2014              | 2015              | 2016             | 2017              | 2018              | 2019              | 2020              | 2021             | T / T      | S/N        | Sieg%      |
| ------------------------- | ----------------- | ----------------- | ----------------- | ----------------- | ----------------- | ----------------- | ----------------- | ----------------- | ----------------- | ---------------- | ----------------- | ----------------- | ----------------- | ----------------- | ---------------- | ---------- | ---------- | ---------- |
| Australian Open           | –                 | 1                 | 1                 | 1                 | –                 | VF                | 1                 | 2                 | 2                 | 2                | AF                | –                 | –                 | –                 | 1                | 0 / 10     | 8:10       | 44 %       |
| French Open               | 1                 | 1                 | 1                 | 1                 | HF                | VF                | 2                 | 1                 | F                 | AF               | 1                 | –                 | –                 | –                 | –                | 0 / 11     | 14:10      | 58 %       |
| Wimbledon                 | Q2                | 2                 | 2                 | S                 | 2                 | AF                | –                 | AF                | VF                | F                | –                 | –                 | –                 | n. a.             | –                | 1 / 8      | 21:7       | 75 %       |
| US Open                   | VF                | 1                 | 2                 | S                 | F                 | AF                | 1                 | 2                 | F                 | AF               | –                 | –                 | –                 | –                 | 1                | 1 / 11     | 24:10      | 71 %       |
| WTA Finals                | –                 | –                 | –                 | HF                | HF                | –                 | –                 | –                 | –                 | VF               | –                 | –                 | –                 | n. a.             | –                | 0 / 3      | 0:3        | 0 %        |
| Doha                      | a. K.             | AF                | n. a. bzw. a. K.  | n. a. bzw. a. K.  | n. a. bzw. a. K.  | –                 | –                 | –                 | a. K.             | VF               | a. K.             | –                 | a. K.             | 1                 | a. K.            | 0 / 3      | 2:3        | 40 %       |
| Dubai                     | a. K.             | a. K.             | –                 | 1                 | 1                 | andere Kategorie  | andere Kategorie  | andere Kategorie  | –                 | a. K.            | HF                | a. K.             | –                 | a. K.             | 1                | 0 / 4      | 3:4        | 43 %       |
| Indian Wells              | –                 | –                 | 1                 | 1                 | VF                | –                 | AF                | AF                | –                 | HF               | AF                | –                 | –                 | n. a.             | –                | 0 / 7      | 8:7        | 53 %       |
| Miami                     | –                 | AF                | AF                | 1                 | 1                 | AF                | VF                | VF                | –                 | F                | VF                | –                 | –                 | n. a.             | 1                | 0 / 10     | 13:10      | 57 %       |
| Madrid                    | n. a.             | n. a.             | –                 | AF                | HF                | VF                | 1                 | HF                | S                 | VF               | VF                | –                 | –                 | n. a.             | 1                | 1 / 9      | 15:8       | 65 %       |
| Rom                       | –                 | 1                 | HF                | VF                | F                 | –                 | –                 | HF                | AF                | VF               | HF                | –                 | –                 | –                 | 1                | 0 / 9      | 13:9       | 59 %       |
| Kanada                    | –                 | –                 | AF                | AF                | –                 | –                 | –                 | 1                 | 1                 | –                | –                 | –                 | –                 | n. a.             | –                | 0 / 4      | 1:4        | 20 %       |
| Cincinnati                | a. K.             | a. K.             | AF                | AF                | S                 | –                 | –                 | VF                | F                 | VF               | –                 | –                 | –                 | –                 | 1                | 1 / 7      | 12:6       | 67 %       |
| Tokio                     | –                 | VF                | –                 | 1                 | HF                | 1                 | –                 | n. a. bzw. a. K.  | n. a. bzw. a. K.  | n. a. bzw. a. K. | n. a. bzw. a. K.  | n. a. bzw. a. K.  | n. a. bzw. a. K.  | n. a. bzw. a. K.  | n. a. bzw. a. K. | 0 / 4      | 3:4        | 43 %       |
| Moskau                    | –                 | HF                | andere Kategorie  | andere Kategorie  | andere Kategorie  | andere Kategorie  | andere Kategorie  | andere Kategorie  | andere Kategorie  | andere Kategorie | andere Kategorie  | andere Kategorie  | andere Kategorie  | andere Kategorie  | andere Kategorie | 0 / 1      | 2:1        | 67 %       |
| Peking                    | n. a.             | n. a.             | 1                 | HF                | HF                | AF                | 1                 | 1                 | HF                | AF               | –                 | –                 | –                 | n. a.             | n. a.            | 0 / 8      | 6:8        | 43 %       |
| Wuhan                     | nicht ausgetragen | nicht ausgetragen | nicht ausgetragen | nicht ausgetragen | nicht ausgetragen | nicht ausgetragen | nicht ausgetragen | –                 | –                 | VF               | –                 | –                 | –                 | n. a.             | n. a.            | 0 / 1      | 2:1        | 67 %       |
| Olympische Spiele         | n. a.             | –                 | nicht ausgetragen | nicht ausgetragen | nicht ausgetragen | AF                | nicht ausgetragen | nicht ausgetragen | nicht ausgetragen | 1                | nicht ausgetragen | nicht ausgetragen | nicht ausgetragen | nicht ausgetragen | –                | 0 / 2      | 1:2        | 33 %       |
| Billie Jean King Cup      | –                 | –                 | K2                | K1                | –                 | K1                | PO                | K1                | –                 | K1               | PO                | –                 | –                 | PO                | PO               | 0 / 8      | 11:5       | 69 %       |
| Statistik                 | Statistik         | Statistik         | Statistik         | Statistik         | Statistik         | Statistik         | Statistik         | Statistik         | Statistik         | Statistik        | Statistik         | Statistik         | Statistik         | Statistik         | Statistik        | S/N        | S/N        | Sieg%      |
| Gewonnene Titel           | 0                 | 1                 | 1                 | 2                 | 3                 | 0                 | 3                 | 2                 | 2                 | 1                | 0                 | 0                 | 0                 | 0                 | 0                | Gesamt: 15 | Gesamt: 15 | Gesamt: 15 |
| Gesamt-Siege/-Niederlagen | 6:5               | 24:19             | 17:20             | 31:21             | 38:15             | 22:14             | 25:13             | 26:16             | 32:11             | 36:21            | 17:10             | 0:0               | 0:0               | 0:2               | 1:11             | 275:178    | 275:178    | 61 %       |
| Jahresendposition         | 111               | 42                | 49                | 7                 | 5                 | 26                | 59                | 24                | 6                 | 14               | 37                | –                 | –                 | –                 | 827              | N/A        | N/A        | N/A        |

Zeichenerklärung: S = Turniersieg; F, HF, VF, AF = Einzug ins Finale / Halbfinale / Viertelfinale / Achtelfinale; 1, 2, 3 = Ausscheiden in der 1. / 2. / 3. Hauptrunde; KF (kleines Finale) = unterlegen im Spiel um Platz drei; RR = Round Robin (Gruppenphase); n. a. = nicht ausgetragen; a. K. = andere Kategorie; PO (Playoff) = Auf- und Abstiegsrunde im Billie Jean King Cup; K1, K2, K3 = Teilnahme in der Kontinentalgruppe I, II, III im Billie Jean King Cup.
Anmerkung: Diese Statistik berücksichtigt alle Ergebnisse im Einzel bei ITF- und WTA-Turnieren. Als Quelle dient die ITF-Seite der Spielerin. Dargestellt sind nur WTA-Turniere der Kategorie Tier I (bis 2008), die WTA-Turniere der Kategorien Premier Mandatory und Premier 5 (2009–2020) bzw. die WTA-Turniere der Kategorie 1000 (seit 2021).